# Macropodaphis rechingeri
Macropodaphis rechingeri är en insektsart. Macropodaphis rechingeri ingår i släktet Macropodaphis och familjen långrörsbladlöss. Inga underarter finns listade i Catalogue of Life.